# 弘昉
弘昉（1703年—1772年），愛新覺羅氏。清聖祖康熙帝長子允禔第二子。
雍正十二年（1735年），允禔於禁所逝世，雍正帝下令以固山貝子之禮殯葬。弘昉承襲爵位為鎮國公。乾隆三十七年（1772年），弘昉逝世，由其子永揚承襲爵位為輔國公。

## 家属

### 妻妾
- 嫡妻辉和氏，副都统伯济之女
- 侧室孙氏，监生孙国弼之女
- 妾伊尔根觉罗氏，三等侍卫八十三之女
- 妾孙氏，孙正之女
- 妾江氏，江瑞之女
- 妾杜氏，四品典卫杜世甘之女
- 妾侯氏，侯什备之女
- 妾孙氏，孙昭之女
- 妾江氏，江祜之女
- 妾孙氏，孙国英之女

### 子
- 长子四等侍卫永公
- 次子二等侍卫永凡
- 三子永存
- 四子永𤣯
- 五子永干
- 六子永步
- 七子永玖
- 八子永介
- 九子辅国公永揚